# Leopoldine Augustin

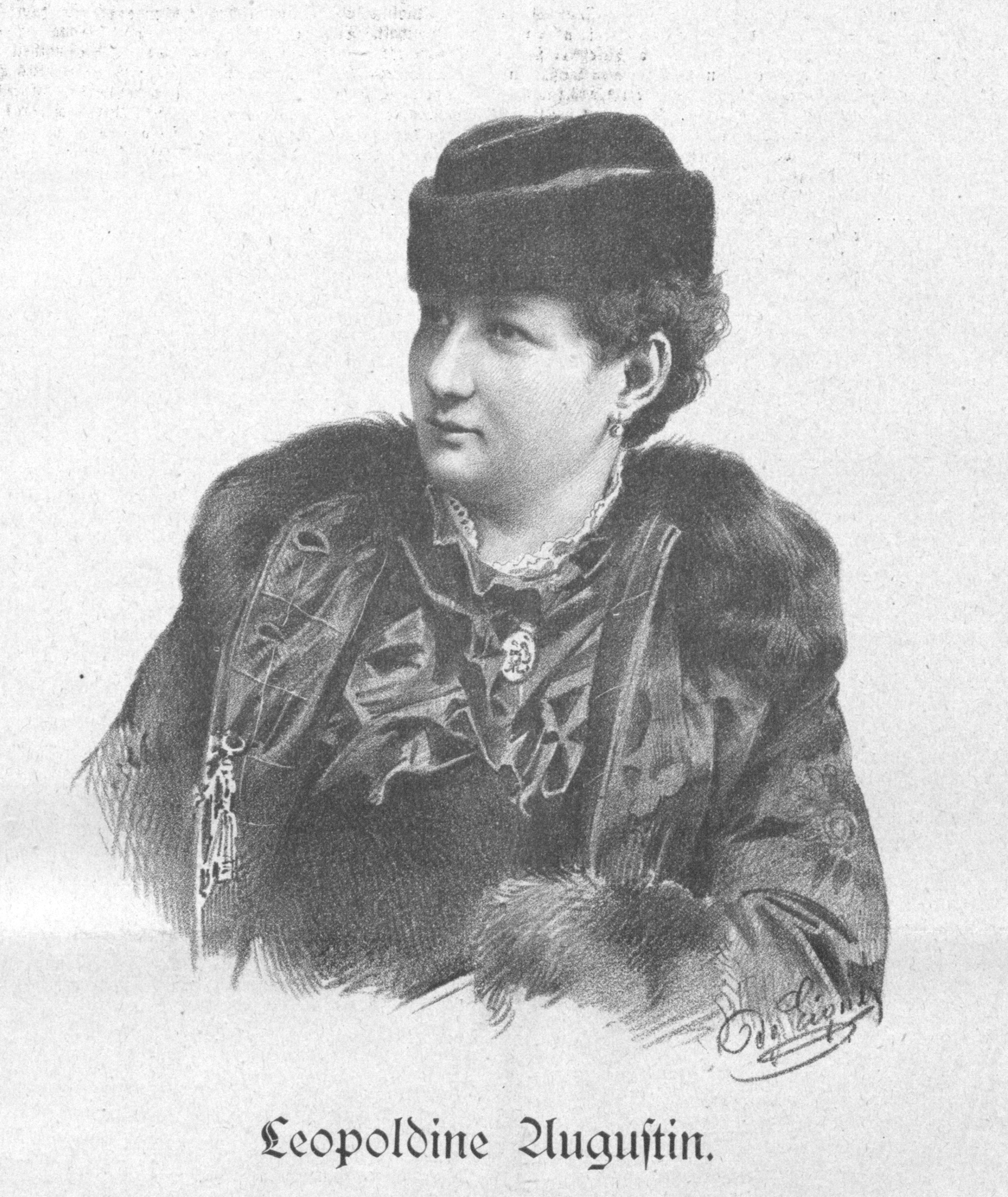
Leopoldine Augustin im Jahre 1887

Leopoldine Augustin, geborene Leopoldine Weitz (9. Februar 1863 in Wien – 1951 ebenda) war eine österreichische Theaterschauspielerin und Sängerin. 

## Leben
Nach erfolgter Ausbildung widmete sie sich zuerst dem Konzertgesang und bereiste 1879 Deutschland, Frankreich, Spanien und Portugal, wo sie mit großem Erfolg auftrat.  Erst im Juli 1881 wendete sie sich der Theaterlaufbahn zu. Sie debütierte am Stadttheater Mödling, war dann an mehreren österreichischen Provinzbühnen tätig, bis sie 1887 in den Verband des Carltheaters in Wien trat und dort bis 1889 wirkte. 1890 wurde sie fürs Krolltheater in Berlin verpflichtet, war hierauf eine Saison am Wallner-Theater tätig, nachdem sie früher in Hamburg und Dresden mehrere Gastspiele absolviert hatte. Nach Wien zurückgekehrt, wurde sie wieder Mitglied des Carltheaters. 
Von 1901 bis 1902 wirkte sie am Berliner Centraltheater. 1904 und 1905 unternahm sie eine ausgedehnte internationale Tournee und war danach von 1909 bis 1912 am Neuen Operettentheater Berlin und dann von 1912 bis 1914 am Berliner Theater des Westens engagiert. 1917 bis 1918 nahm sie Engagement am Neuen Operettentheater Hamburg, danach hatte sie noch Auftritte bis 1920 in Berlin. Sie starb 1951 in Wien.
Verheiratet war sie mit Karl Augustin.